# Język kamasyjski
Język kamasyjski (sajan-samojedzki) – wymarły język z podrodziny samojedzkiej języków uralskich, używany niegdyś przez Kamasyńców. Razem z językiem selkupskim (ostiak-samojedzkim) należał do południowej grupy języków samojedzkich. Używany był jeszcze w XX wieku na rosyjskiej Syberii. Język ten został wyparty głównie przez języki tureckie, zwłaszcza chakaski, a od XX w. tracił na znaczeniu na korzyść języka rosyjskiego.
Ostatnia osoba – Kławdija Płotnikowa, dla której język kamasyjski był językiem ojczystym, zmarła w 1989 r.